# ケトバイオティクス
ケトバイオティクスは、プレバイオティクスの一種。腸内細菌の中で加水分解されてケトン体の産生を誘導し、その結果腸内細菌叢を酪酸菌優位にする食品素材をケトバイオティクスと呼ぶ。ケトバイオティクスは、腸内細菌内でケトン体の産生が増加することを起点として起こる、哺乳類の生理的な効果である。

## 概要
一般にケトバイオティクスは、消化管内でケトン体を放出する分子（ケトン供与体）の中でも、腸内細菌によってのみ加水分解されるポリヒドロキシ酪酸（ＰＨＢ）によって可能になる。哺乳類がポリヒドロキシ酪酸を経口摂取すると、小腸での消化酵素では分解されず、大腸の腸内細菌のリパーゼにより加水分解されてケトン体が生産される。ケトン体は真核細胞においてエネルギー基質であるとともに、原核細胞である腸内細菌においても同様にエネルギー基質として働く。その結果腸内細菌の増殖が促進されて、酪酸菌優位な腸内細菌叢が誘導される。

## 生理的効果
ケトバイオティクスにより腸内細菌叢は酪酸菌優位になる。それにより低級脂肪酸（酢酸、プロピオン酸、乳酸及び酪酸）が産生され、腸内環境は弱酸になり、大腸菌などの悪玉菌の増殖を抑制することができるという。この結果健全な腸内環境が保たれ、潰瘍性大腸炎や大腸ガンを抑制できる。また低級脂肪酸を産生する細菌はパイエル板においてマクロファージを活性化し、調節性Ｔ細胞(Treg)を活性化する。これにより免疫機能を調節できるため、これによりリウマチなどの自己免疫を抑制する。